# 亀谷了
亀谷 了（かめがい さとる、1909年7月12日- 2002年7月24日）は、日本の生物学者、医師。医学博士（長崎医科大学・論文博士・1940年）。寄生虫学の世界的権威として知られた。岐阜県出身。紫綬褒章・勲三等瑞宝章受章。

## 略歴
山口高等学校を経て長崎医科大学を卒業。1939年、満鉄入社。1940年、医学博士（長崎医科大学）の学位を取得。「生体内の銅について特に其系統発生学的、個体発生学的並性別的差異 」。1943年、満州国立厚生研究所留学。1945年、奉天衛生試験所勤務。1947年に帰国、日本生物科学研究所入所。1948年、目黒に内科小児科診療所を開設。1953年、私財を投じて寄生虫専門の研究機関「目黒寄生虫館」を設立した。1976年紫綬褒章受章。1987年叙勲三等授瑞宝章。1997年10月1日目黒区名誉区民。2002年7月24日午前3時49分、脳梗塞のため東京都渋谷区内の病院で死去、93歳。

## 著書
- 『寄生虫館物語―可愛く奇妙な虫たちの暮らし』ネスコ、1994年 ISBN 4890368760
- 『おはよう寄生虫さん：世にも不思議な生きものの話』 講談社、1996年 ISBN 4062561638